# Саркисян, Артём Арменович
Артём Арменович Саркисян (род. 7 апреля 2004, Санкт-Петербург) — российский фехтовальщик на шпагах, чемпион России 2023.

## Биография
Окончил ГБОУ Среднюю общеобразовательную школу № 534 имени Героя России Тимура Сиразетдинова. В 2021 году поступил в НГУ им. П. Ф. Лесгафта.
Фехтованием начал заниматься с 6 лет в ГБУ СШОР по лёгкой атлетике и фехтованию Выборгского района Санкт-Петербурга под предводительством Никифорова Михаила Андреевича.
Взял золото в личном первенстве на этапе Кубка мира среди юниоров в Люксембурге в 2021 году. В решающем бою Артём выиграл у американца Генри Лоусона — 15:12.
В апреле 2021 года взял серебро в Чемпионате мира по фехтованию среди кадетов и юниоров, проходящем в Каир. В полуфинале Артём убедительно — 15:7 — выиграл у американца Скайлера Ливеранта. В поединке за «золото» встретился с поляком Антони Сохой. В командном первенстве взял золото.
В феврале 2022 года взял бронзу в личном первенстве на этапе Кубка мира среди юниоров по фехтованию на шпаге, проходящем в Белграде.
Взял бронзу в личном первенстве в Открытом чемпионате России по фехтованию, проходящем в апреле 2022 года в Краснодарском крае на базе «Сириус». В июле взял серебро в личном первенстве на Всероссийских спортивных соревнования по мужской шпаге в Москве.
Взял золотую медаль в личном первенстве среди шпажистов на чемпионате России во Владикавказе в 2023 году, таким образом став самым молодым фехтовальщиком, выигравшим чемпионский титул в этой дисциплине. В финале Артем Саркисян одолел Вадима Анохина со счетом 13:12. В командном поединке также стал чемпионом.
Завоевал две золотые медали в Первенстве России среди молодежи до 24-х лет в командном и личном первенствах, проходящем в 2023 в Нижнем Новгороде.
В 2023 единственный среди российских фехтовальщиков мужского пола принял участие в Чемпионате Европы в Пловдиве в нейтральном статусе. В групповой части турнира, выиграв четыре боя из шести. В турах с прямым выбыванием выиграл англичанина Калума Джонстона — 15:10. Однако в 1/16 Артем проиграл Александру Биро из Австрии 13:15 и завершил участие в чемпионате.
В личном первенстве по шпаге среди мужчин на Открытом чемпионате Союзного Государства в Минске разделил 3 место с московским шпажистом Аланом Фардзиновым. В командном — 2 место в составе с Вадимом Анохиным, Георгием Бруевым и Алексеем Удовиченко.
В июне 2023 года в «нейтральном» статусе участвовал в Чемпионате Европы, проходящем в Пловдиве. В групповой части турнира выиграл четыре боя из шести. В турах с прямым выбыванием в 1/32 финала выиграл 15:10 у англичанина Калума Джонстона, в 1/16 Артем проиграл Александру Биро из Австрии 13:15.
В Чемпионате мира в Милане Артём завершил выступления уже после группового этапа, проиграв четыре мини-поединка из пяти.
В отношениях с московской шпажисткой Бавуге Хабимана Милен. Амбассадор компании «Inspiration Point» (производитель оборудования для фехтования).
Стал победителем первенства России среди юниоров до 21 года в феврале 2024 года.
Завоевал бронзовую медаль на первенстве Европы среди юниоров до 21 года в Неаполе в феврале 2024 года, где уступил победителю первенства Дову Беру Виленскому (Израиль) со счётом 12:15.
6 апреля 2024 занял 10 место на Чемпионате России в Перми среди мужчин в личном первенстве.